# Wilhelm Anschütz

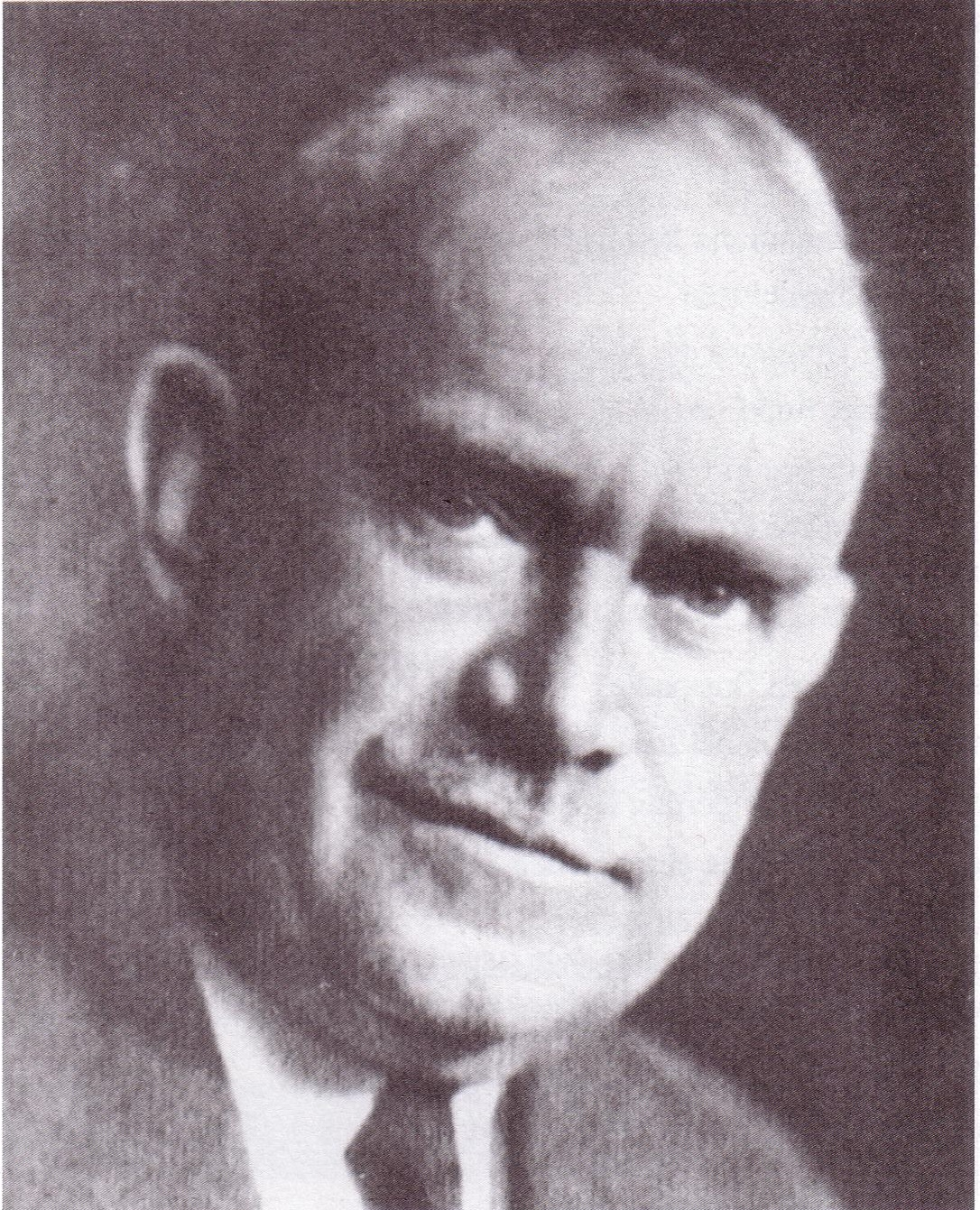
Wilhelm Anschütz, um 1930

Alfred Wilhelm Anschütz, auch Willy Anschütz (* 24. September 1870 in Halle (Saale); † 15. August 1954 in Kiel), war ein deutscher Chirurg und Hochschullehrer.

## Leben
Wilhelm Anschütz studierte Humanmedizin an den Universitäten Halle, Marburg und Tübingen, wo er 1896 zum Dr. med. promoviert wurde. Nach Stationen in Halle und Dresden wurde Anschütz 1898 in Breslau Assistent von Johann von Mikulicz, bei dem er sich 1902 mit seiner Forschungsarbeit über die Resektion der Leber habilitierte. In Breslau schlichtete er eine kurzdauernde Auseinandersetzung seines Kollegen Ferdinand Sauerbruch mit Mikulicz, nachdem dieser „Ferd“ Sauerbruch als „Hochstapler“ bezeichnet hatte. 1905 heiratete er Hilda von Mikulicz (1881–1954), die älteste Tochter seines Chefs. Das Paar hatte drei Kinder: Henriette (1907, Kinderärztin), Hans Gerhard (1908–1937), August (1917, Marinestabsarzt) und den späteren Internisten Felix Anschütz.
1906 zum a. o. Professor ernannt, vertrat Anschütz 1907 den Chirurgischen Lehrstuhl der Philipps-Universität Marburg. 1908 folgte er als Ordinarius dem Ruf der Christian-Albrechts-Universität zu Kiel auf ihren renommierten Lehrstuhl. Georg Ernst Konjetzny war einer seiner Schüler. Sein bedeutendster Schüler war Gerhard Küntscher.
Als „Vater der Studenten“ gründete er in der Not nach dem Ersten Weltkrieg 1921 die Schleswig-Holsteinische Studentenhilfe. 1909, 1911, 1913, 1922, 1928 und 1935 leitete er die 2., 8., 14., 24., 36. und 51. Tagung der Vereinigung Nordwestdeutscher Chirurgen. 1930 wurde er Präsident der Deutschen Gesellschaft für Chirurgie. 1938 gab er das Ordinariat ab. Wilhelm Fischer folgte ihm nach.
Er trat zum 1. Mai 1933 der NSDAP bei (Mitgliedsnummer 2.734.327).
Nach Willy Anschütz ist das Anschütz-Zeichen, eine Aufblähung des Blinddarms bei tiefsitzendem Darmverschluss, benannt.

## Habilitanden
Bei Wilhelm Anschütz habilitierten sich für Chirurgie:
1. Heinrich Zöppritz (1911)
2. Max Brandes (1912, Chirurgie und Orthopädie)
3. Max Kappis (1913)
4. Georg Ernst Konjetzny (1913)
5. Max Grauhan (1922, Chirurgie und Urologie), a.o. Professor in Kiel
6. Wilhelm Löhr (1923)
7. Carl Mau (1923, Chirurgie und Orthopädie)
8. Alfred Beck (1924, Chirurgie und Röntgenologie), Chef im Ev. Krankenhaus Düsseldorf
9. Hugo Puhl (1929), beratender Chirurg der Wehrmacht beim WBK Kassel
10. Robert Wanke (1930)
11. Kurt Lindemann (1932, Chirurgie und Orthopädie)
12. Wilhelm Siemens (1935), a.o. Professor in Halle
13. Gerhard Küntscher (1936)

## Ehrungen
- Geheimer Medizinalrat
- Ehrenmitglied der Vereinigung Nordwestdeutscher Chirurgen[8]
- Mitglied der Deutschen Akademie der Naturforscher Leopoldina (1930)
- Ehrenmitglied der Deutschen Gesellschaft für Chirurgie
- Ehrenbürger der Stadt Kiel (zum 80. Geburtstag)
- Bundesverdienstkreuz 1. Klasse (1954)
- nach ihm ist das Professor-Anschütz-Haus (PAH), ein 1961 eingeweihtes Studentenwohnheim in Kiel, benannt

## Veröffentlichungen (Auswahl)
- Beitrag zur Chirurgie der Kleinhirntumoren. Marschner, 1906.
- Beiträge zur Klinik des Dickdarmkrebses. In: Mitt. Grenzg. Med. Chir. 1907 (Supplement).
- Lehrbuch der Therapie innerer Krankheiten: Spezielle Therapie innerer Krankheiten. Bd. 2. Fischer, 1911.
- Die Geschwülste des Magens. Stuttgart 1921.
- mit  K. Specht und Fritz Tiemann: Die Avertinnarkose in der Chirurgie. Berlin 1930.
- Ueber die Resection der Leber. Leipzig 1903.
- Erlebtes, Erreichtes und Erstrebtes in der Schleswig-Holsteinischen Studentenhilfe. Kiel 1923.
- mit Georg Ernst Konjetzny: Die Geschwülste des Magens. Bd. 1. 1921.
- Der junge Dr. Esmarch und Professor Stromeyer in den schleswig-holsteinischen Befreiungskriegen. Festschrift zum 275jährigen Bestehen der Christian-Albrechts-Universität Kiel. Hirzel, Leipzig 1940.
- Allgemeine Chirurgie: Chirurgie des Kopfes, des Halses, der Brust, des Bauches und des vegetativen Nervensystems. (Ludwig Wullstein (Hrsg.): Lehrbuch der Chirurgie, Bd. 1). Fischer, 1956.
- Chirurgie der Hernien, der Harn- und Geschlechtsorgane, der Wirbelsäule, des Beckens und der Extremitäten. (Ludwig Wullstein (Hrsg.): Lehrbuch der Chirurgie, Bd. 2). Fischer, 1956.